# Chausseehaus Gossa

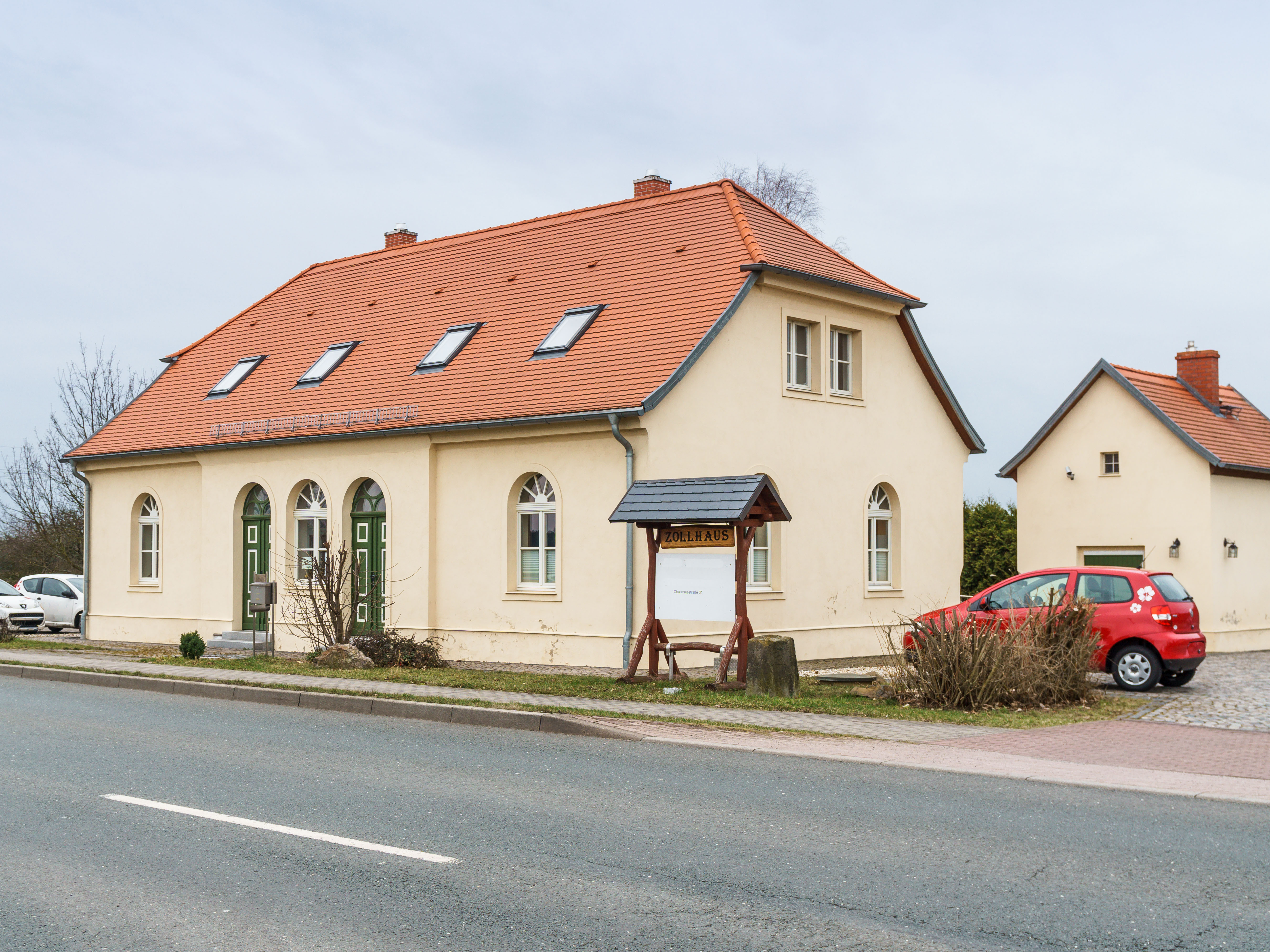
Preußisches Chausseehaus in Gossa

Das Chausseehaus in Gossa im Landkreis Anhalt-Bitterfeld in Sachsen-Anhalt ist ein klassizistisches Bauwerk aus dem ersten Viertel des 19. Jahrhunderts. Chausseehäuser gehörten zur Standardausstattung preußischer Staatschausseen und dienten zur Unterkunft des Chausseegeld-Einnehmers sowie für einen oder mehrere Chausseewärter und ihre Familien. Sie ähneln einander oft an einzelnen Straßenabschnitten.
Das eingeschossige Gebäude mit dem Krüppelwalmdach befindet sich an der Chausseestraße am südlichen Ortsausgang von Gossa und besitzt zwei kleine Wirtschaftsgebäude. Es wurde hier im Zuge des Baues des Chausseeabschnitts Halle–Wittenberg (heute Bundesstraße 100) der preußischen Chaussee Berlin–Kassel errichtet, kann also auf dessen Bauzeit (1821–1823) datiert werden. Markant ist die symmetrische Gliederung der Fassaden mit je einem Fenster links und rechts an der Straßenfront und dem Mittelrisalit mit den Eingangstüren links und rechts und einem Fenster in der Mitte. Dieser macht auch optisch klar, dass es sich um ein Doppelwohnhaus handelt, in dem Einnehmer, zuständig für die Freigabe der Strecke, und Wärter, angestellt, um den Zustand der Straße intakt zu halten, lebten.
Vor dem Chausseehaus, das bis zum Jahr 2006 saniert wurde, wurde ein Meilenstein wieder sichtbar gemacht, der ebenso unter Denkmalschutz steht, wie das Chausseehaus selbst, das im Denkmalverzeichnis mit der Erfassungsnummer 094 96396 als Baudenkmal verzeichnet ist.